# Fru Mariannes friare
Fru Mariannes friare är en svensk film från 1921 i regi av Gunnar Klintberg.

## Om filmen
Filmen premiärvisades 25 april 1921 på biograferna Palladium i Stockholm, Göteborg och Malmö. Filmen spelades in vid Palladiumfilms ateljéer i Hellerup Danmark av Robert Olsson. Som förlaga har man Hjalmar Bergmans novell Friarna på Rockesnäs som publicerades i tidskriften Julstämning 1917. 

## Rollista (i urval)
- Astri Torsell – Marianne Renfelt, änka och godsägare
- Nils Ekstam – Bernt Boo
- Oscar Johanson – major Josua Crusenschöld
- Fredrik Hedlund – Olof Wadenhjelm, godsägare
- Hjalmar Zangenberg – Leonard Neander, pastor
- Inga Ellis – Lena, Mariannes kusin
- Aslaug Lie-Eide – Brita, Mariannes väninna
- Bror Olsson – doktor Wiesel
- Josua Bengtson – prost
- Torsten Bergström
- Göta Klintberg
- Gösta Nohre